# جوایز موزیک ویدئوی بریتانیا
جوایز موزیک ویدئو بریتانیا (به انگلیسی: UK Music Video Awards) جشن سالانه خلاقیت، برتری فنی و نوآوری در موزیک ویدئو و تصویر متحرک موسیقی است. این جوایز از سال ۲۰۰۸ آغاز شد. طیف گسترده‌ای از فرصت‌ها برای افراد و شرکت‌های انگلستانی برای ورود به کار خود وجود دارد: از دسته‌های ویدئویی به سبک ژانر، جوایز برای افراد در زمینه‌های فنی و حرفه ای کسب و کار، به رسمیت شناختن رویکردهای نوآورانه به موسیقی فیلم، تبلیغات و سایر بصری همچنین جوایزی برای فیلم‌های بین‌المللی و افراد برجسته در نظر گرفته شده‌است که توسط اعضای هیئت منصفه ام‌وی‌ای به آنها رای داده شده‌است. جوایز در پاییز برگزار می‌شود و مراحل ورود در اوایل ماه اوت آغاز می‌شود. ام‌وی‌ای‌های بریتانیا توسط دو نفر از اعضای اصلی تیم پشت بی‌یوجی، رشته موسیقی ویدیوی BFI Southbank، سازمان یافته‌اند و ۲۰ سال تجربه اجرای رویدادها در تجارت ویدیو موسیقی انگلیس دارند.